# Cinco agregados
En el marco del budismo, los cinco agregados, también conocidos como Skandhas (en Sánscrito) o khandhas (en Pāḷi), son los procesos en que se clasifica toda la experiencia individual de cada persona.
En ellos no existe un sí-mismo (consciencia o esencia de la persona).
En vez de ello el individuo es visto como un complejo cuerpo-mente, el cual existe por un flujo de procesos interdependientes o dharmas (las unidades básicas de un fenómeno, que no deben confundirse con el dharma, que son las enseñanzas o la ley natural).
Estos agregados o agrupación de dharmas se llaman skandha (en idioma sánscrito) y khandha (en pāḷí).
Generalmente se llega a un corolario metafísico: lo que en Occidente se conoce como persona, está hecha de estos cinco agregados.
En la tradición budista theravāda, el sufrimiento aparece cuando la persona se identifica o apega a un agregado; por lo tanto, el sufrimiento se extinguiría al deshacer los apegos a los agregados.
La tradición budista Mahayana agrega que la libertad espiritual se alcanza al penetrar profundamente en la naturaleza vacía de todos los agregados.
Fuera de los conceptos didácticos budistas, skandha significa ‘fardo, montón, masa, tronco de árbol’.

## Descripción
- Forma y cuerpo (rūpa): incluye no solo el cuerpo en sí, sino además la propia imagen que la persona se hace de éste.
- Sentimientos y sensaciones (vedanā): son los datos (o información pura) que se reciben a través de los cinco sentidos y también a través de la mente. Pueden ser agradables, desagradables o neutros.
- Percepción y memoria (en sánscrito sangñā, en pāḷi saññā): es el registro que se hace de esos estímulos sensoriales puros que la persona convierte en objetos reconocibles y distinguibles. Los pensamientos e ideas también se consideran objetos.
- Estados mentales (en sánscrito samskāra, en pāḷi sankhāra): ‘confección, creación, formación, hacer’. Es la reacción a lo percibido. Son los ‘impulsos de la voluntad’. Es la construcción de la representación o de la experiencia subjetiva del objeto percibido.
- Consciencia (en sánscrito vigñāna, en pāḷi viññāna). Es un acto de atención o respuesta de la mente en el que el conocimiento del objeto se hace consciente en nosotros. La consciencia desaparece y resurge cambiada de un instante a otro y actúa de manera discriminatoria y parcial ya que existe un aferramiento a lo percibido como deseable, un rechazo contra lo no-deseable e indiferencia a lo neutro. Este constante movimiento genera insatisfacción o sufrimiento al no poder controlar cómo esos objetos percibidos aparecerán.

Todos los cinco agregados son impermanentes e inestables. Por eso en ninguno de ellos se podrá encontrar la esencia del ser o del yo.
El entrenamiento budista busca conseguir que el practicante llegue a darse cuenta de manera constante cómo opera este proceso.
Esto constituye un cultivo (bhavana) de la mente del seguidor. La importancia que el budismo da a poder realizar la insustancialidad radica en la consideración que hace de que la satisfacción permanente es sólo alcanzable sin una constante aparición de expectativas o temores para o de este yo diferenciado del mundo.

## Sutra Skandha o Khanda
En Savathi, allí el Honorable dijo: “Monjes, os enseñare los cinco agregados y los cinco apegos a los agregados. Escuchad y prestad completa atención mientras hablo”:
“Como digas, Señor”, respondieron los monjes
El Honorable dijo, “¿Cuales son pues, monjes, los cinco agregados?”
“Cualquier forma sea pasada , futura o presente; interna o externa; grosera o sutil, común o sublime, cercana o lejana: Esta se llama el agregado forma.
Cualquier sensación u objeto sensorial, sea pasado, futuro o presente; interno o externo; grosero o sutil; común o sublime, cercano o lejano: Esto es llamado el agregado sensación
Cualquier percepción sea pasada, futura o presente; interna o externa; grosera o sutil, común o sublime, cercana o lejana: Esta se llama el agregado percepción.
Cualquier formación (mental) sea pasada, futura o presente; interna o externa; grosera o sutil, común o sublime, cercana o lejana: Esta se llama el agregado formación (mental).
Cualquier conciencia sea pasada, futura o presente; interna o externa; grosera o sutil, común o sublime, cercana o lejana: esta se llama el agregado conciencia.
Estos son llamados los cinco agregados”
“¿Y cuales son los llamados apegos a los cinco agregados?”
“Cualquier forma – pasada , futura o presente; interna o externa; grosera o sutil, común o sublime, cercana o lejana- que sea susceptible de apego, ofrezca seguridad, y sea acompañada de elaboración mental: Esto se llama el apego al agregado formal del cuerpo, es decir el deseo.
Cualquier sensación u objeto sensorial – pasado, futuro o presente; interno o externo; grosero o sutil; común o sublime, cercano o lejano – que sea susceptible de apego, ofrezca seguridad, y sea acompañada de elaboración mental: esto es llamado el apego del agregado sensorial
Cualquier percepción – pasada, futura o presente; interna o externa; grosera o sutil, común o sublime, cercana o lejana – que sea susceptible de apego, ofrezca seguridad, y sea acompañada de elaboración mental: Esta se llama el apego del agregado percepción.
Cualquier formación (mental) – pasada, futura o presente; interna o externa; grosera o sutil, común o sublime, cercana o lejana – que sea susceptible de apego, ofrezca seguridad, y sea acompañada de elaboración mental: esto se llama el apego del agregado formación (mental).
Cualquier conciencia – pasada, futura o presente; interna o externa; grosera o sutil, común o sublime, cercana o lejana – que sea susceptible de apego, ofrezca seguridad, y sea acompañada de elaboración mental: Esto se llama el apego al agregado conciencia.”
"Estos son los apegos de los cinco agregados"

## El símil de la carreta
La historia más común con la que se suele explicar este concepto se atribuye al monje budista Nāgasena en su conversación con el rey Menandro, y compara la búsqueda de una esencia en un ser humano con la búsqueda de una esencia en un carruaje o carreta a la que empezamos a desmontar para determinar el momento exacto y preciso en el que deja de ser una carreta a la que le faltan algunas piezas para convertirse en no más que un conjunto de piezas de carreta.
La mayor fuente de información sobre los agregados o skandas, que se podría traducir también como demonios o espíritus agregados a los "yoes" o a los estados de conciencia, se encuentra en el Shurangama sutra o tratado de los 50 demonios (50 maras) que se atribuye al Buda Sakyamuni.